# Адальмансватн
А́дальмансватн или А́дальманнсватн (исл. Aðalmannsvatn) — озеро в Исландии, располагается на территории общины Хунабиггд в центральной части региона Нордюрланд-Вестра. Относится к бассейну реки Бланда.
Адальмансватн находится на высоте 557 (570) м над уровнем моря. Площадь озера — 1,3 км², длина — 2,6 км, ширина — 0,8 км. Через протоку на юго-востоке сообщается с рекой Свартау, правым притоком Бланды.